# Donald Culross Peattie
Donald Culross Peattie ( 1898-1964) fue un botánico y horticultor estadounidense. Su hermano, Roderick Peattie (1891-1955), fue un geógrafo y reconocido autor.
Peattie era aborigen de Chicago, del periodista Robert Peattie y de la novelista Elia Peattie. Estudió poesía francesa por dos años en la Universidad de Chicago, y luego se transfiere a — y se gradúa en 1922 de la Universidad Harvard, donde estudió con el notable botánico Merritt Lyndon Fernald. Y fue botánico en el Ministerio de Agricultura desde 1922 a 1924. Fue columnista sobre historia natural en el Washington Star de 1924 a 1935.
Sus escritos sobre la naturaleza son poéticos y filosóficos, sin perder la precisión científica. Entre sus publicaciones más conocidas están los libros sobre árboles de América del Norte, así como de niños y de turismo.

## Algunas publicaciones

### Libros
- Trees You Want to Know (1934)

- An Almanac for Moderns (1935)

- Singing in the Wilderness: A Salute to John James Audubon (1935)

- Green Laurels: The Lives and Achievements of the Great Naturalists (1936)

- The Story of the New Lands (1937)

- This is Living, A View of Nature with Photographs (1938)

- A Prairie Grove (1938), una narración de la historia de la casa y de la familia del naturalista Robert Kennicott

- Flowering Earth (1939)

- The Road of a Naturalist (1941)

- The Great Smokies and the Blue Ridge: The Story of the Southern Appalachians (1943), editó Roderick Peattie ["The contributors: Edward S. Drake, Ralph Erskine, Alberta Pierson Hannum, Donald Culross Peattie [y otros] ..."]; New York, The Vanguard Press.[1]

- Forward the Nation (ed. de Servicios de las FF.AA.) (1944)

- American Heartwood (1949)

- A Natural History of Trees of Eastern and Central North America, Boston, MA: Houghton Mifflin Company, 1950; 2.ª ed. 1966; reimpreso como libro en rústica con introducción de Robert Finch, 1991. (Algunas partes fueron publicadas previamente en The Atlantic Monthly, Natural History, Scientific American entre 1948 a 1949)

- A Natural History of Western Trees, Boston, MA: Houghton Mifflin Company, 1953; reimpreso como libro en rústica con introducción de Robert Finch, 1991

- Best in Children's Books (6) por Donald Culross Peattie, Phyllis Krasilovsky, Rudyard Kipling, Rachel Field (1958)

- A Natural History of North American Trees (2007), versión abreviada de un volumen de selección de los últimos dos volúmenes[2]

- The Rainbow Book of Nature (1957)

- La abreviatura «Peattie» se emplea para indicar a Donald Culross Peattie como autoridad en la descripción y clasificación científica de los vegetales.[3]